# Solarcycles
Solarcycles is een Nederlandse folkmetalband met Keltische en Scandinavische invloeden. In alle nummers van de band staat de natuur centraal.

## Geschiedenis
Solarcycles is in 2014 in Hoofddorp opgericht door zangeres en basgitariste Sascha van der Meer en gitarist Iwan IJsbrandij. In 2015 kwamen drummer Ralf IJsbrandij, violiste Silvana Jirka en keyboardist Frank Timmerman erbij, waardoor een voltallige band ontstond. In 2017 deed Solarcycles mee aan de 3voor12 Grote prijs van de Bollenstreek. In de voorronde werd de band samen met Gunyama gekozen als publieksfavoriet, maar de jury koos er toch voor om een andere band rechtstreeks naar de finale te sturen. Als publieksfavoriet mocht Solarcycles echter wel door naar de halve finale. Tijdens deze halve finale kwam de jury snel tot het besluit dat Solarcycles mocht meestrijden in de finale in de Gebr. De Nobel, die uiteindelijk door een andere band werd gewonnen.
In 2017 bracht de band de eerste ep uit genaamd Ethereal Storms. De ep werd goed onthaald door critici. In 2019 verschenen de eerste twee videoclips van de band: Setting Sun en Hold on to the Sun. In 2018 en 2022 volgden clips voor Seven Spheres en Blood Moon.
Begin 2023 kondigde Solarcycles op de eigen Patreonpagina aan dat het eerste album in de maak was. Op 19 mei van dat jaar verscheen de eerste single daarvan: Raven's Call. Op 27 oktober 2023 werd het album uitgebracht onder de naam Lunar. Het album werd onthaald met positieve en gemengde reacties van critici. Lunar werd door Folk N Metal Awards verkozen als het beste folkmetal album van 2023. Op 13 en 14 oktober 2023 stond Solarcyles op het Heidennachtenfestival in Tilburg en Ede. In 2024 stond Solarcycles twee keer in het Voorprogramma van Blackbriar in Iduna Drachten en Gebroeders de Nobel in Leiden.
Op 28 maart 2025 liet de band weten dat Moonblind de laatste single van het album Lunar zou zijn en dat er gewerkt werd aan nieuwe nummers. De nieuwste single - Rhythm of the Sun - zou op 2 mei van dat jaar verschijnen en werd geproduceerd door Joost van den Broek, producer van onder anderen Epica en Xandria. In april en mei stond Solarcycles drie keer in het voorprogramma van Blackbriar in Bolwerk in Sneek, Poppodium Volt in Sittard en het Patronaat in Haarlem. In juni trad Solarcycles voor het eerst op in Italië, te weten op het Triskell Celtic Festival in Triëst.

## Stijl
Solarcycles speelt folkmetal met Keltische en Scandinavische invloeden. De toon is over het algemeen donker en melancholisch. De stem van zangeres Sascha van der Meer wordt vergeleken met die van Dolores O'Riordan (voormalig zangeres van The Cranberries). Opvallend aan de stijl van de band is het gebruik van een elektrische viool in plaats van een gewone.

## Discografie

### Ep's
| Jaar | Titel           |
| ---- | --------------- |
| 2017 | Ethereal Storms |

### Albums
| Jaar | Titel |
| ---- | ----- |
| 2023 | Lunar |

### Singles
| Jaar | Titel                         | Ep/Album        |
| ---- | ----------------------------- | --------------- |
| 2019 | Setting Sun                   | Ethereal Storms |
| 2019 | Hold on to the Sun            | Ethereal Storms |
| 2020 | Seven Spheres                 | Ethereal Storms |
| 2022 | Blood Moon                    | Ethereal Storms |
| 2023 | Raven's Call                  | Lunar           |
| 2023 | Immeasurable Fog              | Lunar           |
| 2023 | Grows Then Dies               | Lunar           |
| 2023 | Ode to the Forest             | Lunar           |
| 2024 | Rivers of Light               | Lunar           |
| 2024 | Raven's Call (Ballad Version) | -               |
| 2025 | Moonblind                     | Lunar           |
| 2025 | Rhythm of the Sun             | n.n.b.          |

### Promotionele singles/videoclips
| Jaar | Titel                                      |
| ---- | ------------------------------------------ |
| 2024 | Ode to the Forest (live in Hoofddorp 2023) |